# Картечница Гатлинга
Картечница Гатлинга, также орудие Гатлинга (англ. Gatling gun), иногда — просто «Гатлинг» — многоствольное скорострельное стрелковое оружие, один из образцов картечниц. За данным типом вооружения осталось старое название «картечница», в пулемёты переименовали только те образцы картечниц, которые работали по принципу отдачи. Пулемёт является подвидом картечницы, функционирование которой основано на отдаче при выстреле.
Запатентована доктором Ричардом Джорданом Гатлингом в 1862 году под названием Revolving Battery Gun. Предшественницей орудия Гатлинга является митральеза.
«Гатлинг» снабжен расположенным сверху магазином с гравитационной подачей боеприпасов (без пружины). В течение цикла поворота блока стволов на 360° каждый ствол делает единственный выстрел, освобождается от гильзы и заряжается вновь. За это время происходит естественное охлаждение ствола. Вращение стволов у первых моделей Гатлинга осуществлялось вручную, в более поздних для него использовался электрический привод. Скорострельность моделей с ручным приводом составляла от 200 до 1000 выстрелов в минуту, а при использовании электропривода может достигать 3000 выстрелов в минуту.

## История
Оригинальная конструкция Гатлинга относится к полевым орудиям — с боеприпасами на дымном порохе, с несколькими стволами, приводимыми во вращение рукоятью — и заряжается посредством металлических кассет с патронами, свободно подающимися в ствол под действием силы тяжести. Экстракция стреляных гильз происходит также под действием силы тяжести, когда ствол оказывается в нижней точке. Стрельба может вестись безостановочно до тех пор, пока не кончаются патроны либо патрон не заклинивает в стволе.
Новизна конструкции Гатлинга заключалась не во вращении стволов (подобная система была реализована значительно раньше в револьверах) и не в множественности стволов (митральеза), а именно в системе свободной подачи патронов из бункера, что позволяло неопытному расчёту вести стрельбу в высоком темпе.
Первые прототипы орудия Гатлинга были впервые ограниченно использованы во время Гражданской войны в США. Попытки Гатлинга заинтересовать своим изобретением генералитет и высшее руководство страны в Вашингтоне не увенчались успехом. Даже несмотря на ошеломляющее впечатление, которое произвела демонстрация картечницы для общественности и прессы и на тот факт, что президент США Авраам Линкольн всячески приветствовал внедрение различных технологических инноваций в повседневную жизнь и в военную сферу, Начальник вооружения армии США бригадный генерал Джеймс Рипли счёл огонь из картечницы совершенно бесцельной формой расхода боеприпасов, признал её не годящейся для принятия на вооружение и отказал в закупке опытной партии для испытаний. Гатлингу лишь в 1863 году с трудом удалось заинтересовать командующего Виргинско-Северокаролинским военным округом генерал-майора Бенджамина Батлера, который закупил десять картечниц за свой собственный счёт (по $1 тыс. за штуку, что было баснословно дорого по меркам той эпохи: стандартный Спрингфилдский нарезной мушкет обр. 1861 года стоил $19-20, столько же стоили импортируемые из-за рубежа винтовки и мушкеты), но закупленные им картечницы практически не использовались в бою до конца гражданской войны. Боевое крещение оружия произошло в ходе осады Петерсберга, где он применялся в обороне для отражения вылазок осаждённых южан.
Орудия Гатлинга были приняты на вооружение армии США лишь в 1866 году. 
Лейтенант Национальной гвардии Коннектикута А. Л. Ховард имел долю в предприятии производителей «Гатлингов» и использовал собственный «Гатлинг» в 1885 году против канадских метисов, во время восстания под предводительством Луи Риеля в Саскачеване.
Орудия Гатлинга использовались британской армией в колониальных войнах (англо-зулусская война, англо-египетская война, война с махдистами). Американская армия использовала их в войне с Испанией в 1898 году. 
Орудия Гатлинга постоянно совершенствовались, росла их надёжность и скорострельность. К примеру, в 1876 году механическая пятиствольная модель пулемёта калибра 0,45 дюйма позволяла вести огонь с темпом стрельбы 700 выстрелов в минуту, а при стрельбе короткими очередями пулемёт был способен достигнуть немыслимых для того времени 1000 выстрелов в минуту. При этом стволы совершенно не перегревались — на один ствол приходилось не больше 200 выстрелов в минуту, существенную роль играло и охлаждение за счет создаваемого при вращении потока воздуха, обдувающего стволы.
На рубеже XIX и XX веков орудия системы Гатлинга начали оснащать электроприводом. Подобная модернизация позволила довести скорострельность орудия до 3000 выстрелов в минуту, но система электропривода делала пулемёт ещё более громоздким.
Производство пулемётов в США было организовано на заводах Gatling Gun Co. и Colt’s Patent Firearms Manufacturing Co. в Вест-Хартфорде, и Pratt & Whitney Machine Tool Co. в Ист-Харфорде, Коннектикут. Лицензию на производство «гатлингов» в Германии у P&W приобрела Deutsche Waffen und Munitionsfabriken в Берлине.
С появлением одноствольных картечниц, работающих на принципе использования энергии отдачи ствола при его коротком ходе, которые впоследствии назвали пулемётами, орудие Гатлинга, подобно другим многоствольным системам, постепенно вышло из употребления. Не оказала существенного влияния на судьбу «гатлингов» и их значительно более высокая скорострельность, поскольку на тот момент в скорострельности выше 400 выстрелов в минуту уже не было особой нужды. Зато одноствольные системы явно выигрывали у картечницы Гатлинга в весе, манёвренности и простоте заряжания, что в итоге и определило приоритет пулемёта. Армия США отказалась от многостволок в 1912 году, накануне Первой мировой войны.
Но окончательно многоствольные орудия вытеснены так и не были — их продолжали устанавливать на военных кораблях для борьбы с миноносцами. Самыми известными образцами были револьверные пушки системы Гочкиса.
Особенную актуальность многоствольные системы обрели во время Второй мировой войны, когда прогресс авиации потребовал создания автоматических пушек и пулемётов с очень высоким темпом стрельбы. Уже после войны был разработан ряд орудий и картечниц различного калибра, работавших «по схеме Гатлинга». Данные орудия могли иметь электрический, гидравлический, пневматический либо газовый привод, а питание осуществляется с помощью патронных лент или барабанных магазинов.
В России
Россия стала первой европейской страной, закупившей картечницы Гатлинга непосредственно с фабрики Кольта в США. Для контроля качества продукции на завод-изготовитель в США были командированы члены артиллерийского комитета генерал А. П. Горлов и делопроизводитель оружейной опытной комиссии капитан К. И. Гуниус. По тому как Горлов вёл себя на фабрике в Хартфорде, выясняя различные мелочи, вскоре американцам стало понятно, что Горлов прибыл в Америку не просто для контроля качества сборки пулемётов, а для того, чтобы воочию увидеть и как можно тщательнее изучить процесс изготовления пулемётов в США, чтобы организовать аналогичную линию на русских оружейных заводах (американцы не ошиблись, А. П. Горлов действительно был направлен с задачами научно-технической разведки, провёл около двадцати лет в США и Англии, знал военное производство этих стран лучше отечественного). Интуитивно предвидев это, Гатлинг предусмотрительно настоял на том, чтобы российская сторона закупила не менее ста пулемётов американского производства, после чего Россия приобретала права на собственное лицензионное производство.
В дальнейшем в России были созданы несколько моделей картечниц на базе системы Гатлинга. Так, Горлов, а позже В. С. Барановский, работали над уменьшением веса и повышением скорострельности картечницы (в частности, картечница Гатлинга-Барановского под патрон 4,2 лин. (10,75×58 мм R) системы Бердана давала до 600 выстрелов в минуту). Инженер Загоскин сделал облегчённую 8-ствольную модель картечницы под патрон 15,24×40 мм R. А инженер Чегодаев создал 19-ствольную скорострельную картечницу, которую потом, уже в ходе Первой Мировой войны, предлагал приспособить для стрельбы по вражеским аэропланам, доведя калибр до минимального пушечного (то есть, судя по всему, как минимум до 25,4 мм). Приняты на вооружение в 1871 году.
Картечницы были на вооружении полевых войск непродолжительное время — уже в 1876 году их передали в крепости.
Во время русско-турецкой войны 1877—1878 годов в составе группы генерал-лейтенанта М. Д. Скобелева, участвовавшей в осаде Плевны, был сформирован «летучий отряд» из двух рот стрелков, 6 картечниц Гатлинга и команды численностью 50 человек с крепостными ружьями. 
Во время Ахал-Текинской экспедиции 1880—1881 годов 8 картечниц Гатлинга-Горлова из-за неудобства передвижения (запряжка требовала 6 лошадей) использовались в основном для прикрытия этапных пунктов. Участвовавшие в этой экспедиции моряки капитана второго ранга Макарова имели 6 более легких картечниц на десантных лафетах, которые использовались в маневренных действиях.